# Sposerò Simon Le Bon (film)
Sposerò Simon Le Bon è un film del 1986 diretto da Carlo Cotti.
È tratto dall'omonimo romanzo di Clizia Gurrado, pubblicato nell'ottobre 1985, che narra la storia della sedicenne Clizia, una fan sfegatata dei Duran Duran e in particolare del suo leader Simon Le Bon; il cantante non appare mai di persona nella pellicola, ma vengono mostrati vari spezzoni di vere interviste e videoclip.

## Trama
Milano, 1984. Clizia è un'adolescente che sogna a occhi aperti di sposare il suo idolo musicale, il cantante Simon Le Bon del gruppo Duran Duran. Tutta la sua vita ruota attorno a questa passione, che condivide con l'amica del cuore e compagna di classe Rossana Invernizzi, che invece predilige il bassista del gruppo, John Taylor. La vita di Clizia è quella di una tipica ragazza di buona famiglia con tutti i suoi alti e bassi: vive con i genitori, padre giornalista e madre casalinga, e il fratello Gipo, quest'ultimo un fan altrettanto scatenato di Madonna nonché dell'Inter.
Clizia ha avuto una breve relazione con il compagno Cody, e si trova ora al centro delle attenzioni di Alex, un affascinante ragazzo più grande d'età, già fidanzato con la bellissima Viviana, ma che ciò nonostante prova in tutti i modi a conquistarla. Cody, dal suo canto, sta con la compagna di banco di Clizia, Elena, ma nemmeno quest'ultima liaison sembra essere felice. A un certo punto Elena crede di essere rimasta incinta di Cody, il quale si dimostra immaturo e poco interessato delle condizioni della fidanzata; quindi, Elena, Clizia e Rossana si coalizzano mettendo in scena una finta gravidanza, allo scopo di punire ed estorcere al giovane del denaro per comprare i dischi del loro gruppo preferito.
Un giorno Clizia viene a sapere che i Duran Duran parteciperanno al Festival di Sanremo come ospiti e non ci pensa su due volte: ruba il tesserino da giornalista di suo padre e, insieme a Rossana, scappa di casa alla volta della riviera ligure, per realizzare finalmente il sogno di conoscere il suo idolo. Non riesce nell'intento, ma in compenso torna a Milano insieme ad Alex, finalmente pronta a iniziare una storia con lui.
L'ultima parte del film è un flash-forward in cui si racconta com'è cambiata la vita dei protagonisti a un anno di distanza dagli eventi: Clizia continua felicemente la storia con Alex, Elena e Cody si sposano poiché lei era incinta per davvero, Rossana diventa giornalista allo scopo di continuare a inseguire i Duran Duran, e Gipo inizia a interessarsi alle ragazze.

## Produzione
Le riprese si sono svolte nell'inverno 1985 tra Milano, Roma e Sanremo. Le riprese nel Nord Italia riflettono la trama dell'opera, con location milanesi come il liceo classico Giovanni Berchet, realmente frequentato da Clizia Gurrado, o il Transex, un negozio di dischi che era punto di ritrovo abituale per l'allora nascente sottocultura metallara, e sanremesi come il Royal Hotel affacciato sulla Riviera dei Fiori; mentre le sequenze girate nella capitale, come quella sulla scalinata dell'ospedale San Pietro lungo la via Cassia, sono state usate per simulare altre ambientazioni lombardo-liguri.